# En concierto
En Concierto é o terceiro álbum ao vivo da atriz e cantora mexicana Lucero, lançado em 19 de Novembro de 2013 pela gravadora Universal Music Latino. Foi gravado durante sua apresentação no Auditório Nacional, no México, no dia 25 de Outubro de 2012. O álbum marca a estréia de Lucero como produtora musical e compositora.

## Informações
Para celebrar os seus 33 anos de carreira, Lucero volta a lançar mais um álbum ao vivo. O projeto foi lançado em álbum duplo, com um CD e DVD de sua apresentação no Auditório Nacional em 25 de Outubro de 2012, que reúne seus maiores sucessos, inclusive as de gênero mariachi e também canções inéditas que são de sua autoria. As canções inéditas são: "Te Deseo lo Mejor" e "No Pudiste Amar Así", que fora lançado como single no dia 24 de Setembro de 2013. Essas duas canções foram gravadas durante o ano de 2013 após sua apresentação e por isso, foram incluídas no álbum as versões de estúdio. A canção "No Me Dejes Ir", que fez parte da trilha sonora da novela Por Ella... Soy Eva em que Lucero foi protagonista ao lado do ator Jaime Camil, foi incluída no repertório e interpretada pela primeira vez ao vivo. A artista constatou que a escolha das canções da apresentação foi baseada nas sugestões de seus fãs no Twitter.
Neste show mostrado em En Concierto, Lucero se apresentou para aproximadamente 10 mil pessoas no Auditório Nacional, entre elas, fãs do México, Venezuela, Equador, Peru, EUA e Brasil. Também estavam presentes seus colegas de profissão, inclusive alguns dos atores que contracenaram com ela na novela Por Ella... Soy Eva, então encerrada há poucos dias: Mariana Seoane, Marcelo Córdoba, Dalilah Polanco e Jaime Camil. Um dos pontos altos da apresentação foi o medley dos temas musicais das novelas de que Lucero foi protagonista, que enquanto a artista o interpretava, nos telões do estádio mostravam cenas da artista com seus pares de cada trama como Fernando Colunga (de Soy tu Dueña), Jorge Salinas (de Mi Destino Eres Tú), Ernesto Laguardia (de Los Parientes Pobres), Omar Fierro (de Cuándo Llega el Amor) e Luis José Santander (de Lazos de Amor). Outro momento marcante foi a presença da banda Gama Mil, que conduziu as canções mariachi na segunda parte do show.

## Lançamentos
A pretensão de Lucero ao lançar um CD ou um DVD ao vivo, surgiu após sua apresentação no Auditório Nacional em Outubro de 2012. O nome do álbum e seu lançamento foi anunciado quando a artista lançou seu single, "No Pudiste Amar Así", em Setembro de 2013. Em 18 de Novembro, foi anunciado que Lucero iria lançar seu álbum no dia 19 de Novembro e apresentá-lo em 21 de Novembro, aproveitando sua presença como apresentadora do Grammy Latino em Las Vegas. Tanto a versão física e digital disponível pelo iTunes de En Concierto foi lançado em 19 de Novembro. Os vídeos das canções "Indispensable", "Veleta", "Cuéntame" e  "Electricidad" foram divulgados no dia 8 de Outubro de 2015 no canal VEVO oficial da artista.

## Repercussão
O álbum recebeu críticas positivas. De acordo com Thom Jurek, do Allmusic, En Concierto contém uma apresentação em que a artista realiza com paixão e grande esforço, interpretando vários de seus hits do gênero pop e mariachi, além de considerar o material indispensável para seus fãs.

## Faixas
Na edição internacional do álbum não foram incluídas no CD as canções "Vete Con Ella", "No Me Dejes Ir", "Mi Ciudad", "Tristes Recuerdos" e os medleys. Já no DVD também não foram incluídas essas canções, exceto "Mi Ciudad", resultando em dez faixas em cada formato.
| En Concierto — Edição standard | |         |  |
| N.º                            | Título | Duração |  |
| 1.                             | "No Pudiste Amar Así (Vers. estudio)"                                                                             | 3:17    |  |
| 2.                             | "Te Deseo lo Mejor (Vers. estudio)"                                                                               | 3:22    |  |
| 3.                             | "Indispensable"                                                                                                   | 3:07    |  |
| 4.                             | "Electricidad" | 3:50    |  |
| 5.                             | "Popurrí Telenovela: Lazos de Amor/Los Parientes Pobres/Cuándo Llega el Amor/Dueña de tu Amor/Mi Destino Eres Tú" | 5:17    |  |
| 6.                             | "Veleta" | 4:03    |  |
| 7.                             | "Popurrí Niña: Con Tan Pocos Años/Te Prometo/Fuego y Ternura"                                                     | 4:00    |  |
| 8.                             | "Cuéntame" | 4:23    |  |
| 9.                             | "Vete Con Ella"                                                                                                   | 3:26    |  |
| 10.                            | "No Me Dejes Ir"                                                                                                  | 3:45    |  |
| 11.                            | "Si Nos Dejan" | 3:45    |  |
| 12.                            | "Tu Cárcel" | 3:13    |  |
| 13.                            | "Mi Ciudad" | 3:53    |  |
| 14.                            | "Popurrí José Alfredo Jiménez: La Media Vuelta/Qué Bonito Amor/Mundo Raro/No Volveré"                             | 7:25    |  |
| 15.                            | "Tristes Recuerdos"                                                                                               | 3:39    |  |
| 16.                            | "Acá Entre Nós"                                                                                                   | 3:19    |  |
| 17.                            | "Popurrí Juan Gabriel: Noa Noa/Flores de Amor/No Tengo Dinero/Será Mañana"                                        | 5:50    |  |
| 18.                            | "Llorar" | 2:46    |  |
| Duração total:                 | Duração total: | 70:54   |  |

| En Concierto — Edição standard (DVD) | |                 |         |  |
| N.º                                  | Título | Diretor(es)     | Duração |  |
| 1.                                   | "No Pudiste Amar Así (Videoclip)"                                                                                 | José Villalobos | 3:17    |  |
| 2.                                   | "Indispensable"                                                                                                   |                 | 3:00    |  |
| 3.                                   | "Electricidad" |                 | 4:04    |  |
| 4.                                   | "Popurrí Telenovela: Lazos de Amor/Los Parientes Pobres/Cuándo Llega el Amor/Dueña de tu Amor/Mi Destino Eres Tú" |                 |         |  |
| 5.                                   | "Veleta" |                 | 4:22    |  |
| 6.                                   | "Popurrí Niña: Con Tan Pocos Años/Te Prometo/Fuego y Ternura"                                                     |                 |         |  |
| 7.                                   | "Cuéntame" |                 | 4:23    |  |
| 8.                                   | "Ven Conmigo" |                 |         |  |
| 9.                                   | "Vete Con Ella"                                                                                                   |                 |         |  |
| 10.                                  | "No Me Dejes Ir"                                                                                                  |                 |         |  |
| 11.                                  | "Si Nos Dejan" |                 | 2:19    |  |
| 12.                                  | "Tu Carcel" |                 | 3:13    |  |
| 13.                                  | "Mi Ciudad" |                 | 3:53    |  |
| 14.                                  | "Popurrí José Alfredo Jiménez: La Media Vuelta/Qué Bonito Amor/Mundo Raro/No Volveré"                             |                 |         |  |
| 15.                                  | "Tristes Recuerdos"                                                                                               |                 |         |  |
| 16.                                  | "Acá Entre Nós"                                                                                                   |                 |         |  |
| 17.                                  | "Popurrí Juan Gabriel: Noa Noa/Flores de Amor/No Tengo Dinero/Será Mañana"                                        |                 |         |  |
| 18.                                  | "Llorar" |                 | 2:46    |  |

| En Concierto — Edição internacional (CD) |                                       |         |  |
| N.º                                      | Título                                | Duração |  |
| 1.                                       | "No Pudiste Amar Así (Vers. estudio)" | 3:17    |  |
| 2.                                       | "Te Deseo lo Mejor (Vers. estudio)"   | 3:22    |  |
| 3.                                       | "Indispensable"                       | 3:07    |  |
| 4.                                       | "Electricidad"                        | 3:50    |  |
| 5.                                       | "Veleta"                              | 4:03    |  |
| 6.                                       | "Cuéntame"                            | 4:23    |  |
| 7.                                       | "Si Nos Dejan"                        | 3:45    |  |
| 8.                                       | "Tu Cárcel"                           | 3:13    |  |
| 9.                                       | "Acá Entre Nós"                       | 3:19    |  |
| 10.                                      | "Llorar"                              | 2:46    |  |
| Duração total:                           | Duração total:                        | 33:45   |  |

| En Concierto — Edição internacional (DVD) |                                   |                |         |  |
| N.º                                       | Título                            | Diretor(es)    | Duração |  |
| 1.                                        | "No Pudiste Amar Así (Videoclip)" | Villalobos     | 3:17    |  |
| 2.                                        | "Indispensable"                   |                | 3:00    |  |
| 3.                                        | "Electricidad"                    |                | 4:04    |  |
| 4.                                        | "Veleta"                          |                | 4:22    |  |
| 5.                                        | "Cuéntame"                        |                | 4:23    |  |
| 6.                                        | "Si Nos Dejan"                    |                | 2:19    |  |
| 7.                                        | "Tu Cárcel"                       |                | 3:13    |  |
| 8.                                        | "Mi Ciudad"                       |                | 3:53    |  |
| 9.                                        | "Acá Entre Nós"                   |                | 3:19    |  |
| 10.                                       | "Llorar"                          |                | 2:46    |  |
| Duração total:                            | Duração total:                    | Duração total: | 33:16   |  |

## Charts
| Chart (2013)               | Posição |
| -------------------------- | ------- |
| Billboard Latin Pop Albums | 16      |
| Billboard Top Latin Albums | 42      |
| México (AMPROFON Top 100)  | 30      |

## Histórico de lançamentos
| País           | Formato                           | Data                   | Gravadora(s)               |
| -------------- | --------------------------------- | ---------------------- | -------------------------- |
| México         | CD/DVD download digital streaming | 19 de Novembro de 2013 | Universal Music Latino     |
| América Latina | CD/DVD download digital streaming | 19 de Novembro de 2013 | Universal Music Latino     |
| EUA            | CD/DVD download digital streaming | 19 de Novembro de 2013 | Universal Music Latino     |
| Espanha        | CD/DVD download digital streaming | 19 de Novembro de 2013 | Universal Music Spain S.L. |